# 增田誓志
增田誓志（1985年6月19日—），已退役日本足球運動員，前日本國家足球隊成員。

## 俱樂部生涯
在2004年加入鹿岛鹿角的增田誓志，2010年租借转会至山形山神，2011年重回鹿岛鹿角直到2012年。
2013年1月从鹿岛转会加盟K联赛蔚山现代，一个赛季代表蔚山联赛出场34场进4球。
大宫松鼠今天上午官方宣布，蔚山现代中场球员增田誓志租借加盟球队。
增田誓志新赛季已经转会到了阿联酋球队沙迦足球俱乐部。
阿联酋球队沙迦足球俱乐部与中场増田誓志在双方协议下解除合约。
今年1月还在蔚山踢K联赛的增田誓志在7月合同结束之后选择回到日本。
2017年8月，清水心跳获得前日本国脚中场增田誓志，补足了球队阵容。按照转会程序，增田誓志7日已经在静冈市内与球队参加合练。

## 國家隊生涯
日本足协今天确定了中村宪刚的替代人选，就是鹿岛鹿角的球员增田誓志，这也是他第一次入选国家队，此前增田曾作为替补代表国奥队出战过2008年奥运预选赛。

## 外部連結
- Japan National Football Team Database
- 增田誓志的X（前Twitter）
- 增田誓志的Instagram帳戶
- Japan National Football Team Database
- 日本職業足球聯賽中的增田誓志 （日語）
- Profile at Shimizu S-Pulse （页面存档备份，存于）